# カーヌスティ・ゴルフリンクス
カーヌスティ・ゴルフリンクス（Carnoustie Golf Links）は、スコットランドにあるゴルフ場で、ゴルフのメジャー大会であるジ・オープンの開催コースである。

## 概要
1850年にオープンし、これまでジ・オープンを8回開催している（最初の開催は1931年の66回大会）。スコットランド特有のリンクスコースであり、非常に戦略性が高く、さらに他のリンクスコースにないバリー・バーンと呼ばれる小川が流れており、このバリー・バーンがコースの難易度をさらに高めている。4回目の開催となった1968年（97回大会）に優勝した南アフリカのゲーリー・プレーヤーは「世界で最も難しいコース」と語るなど、ジ・オープンの開催コースの中でも一番難しく、世界のゴルフコースの中でも5本の指に入る難しさである。
5回目の開催となった1975年（104回大会）以降、コースが荒れたことや観客の収容人数が不足したこともあり、ジ・オープンは開催されなかったが、1999年に、1900年代最後の年を記念して24年ぶりに復活開催された。この大会が後述するようにゴルフ史に残る大会になったことや、興行的にも成功したことで、再びジ・オープンの開催コースのローテーションに復帰し、2007年、さらに2018年にも開催された。
2010年と2016年には当地でザ・シニアオープンが、2011年と2020年には全英女子オープンが開催された。また毎年10月に開催されるアルフレッド・ダンヒル・リンクス選手権の会場の一つとしても使われている。

## 名物ホール
このコースの名物ホールはなんといっても最終18番（499ヤード・パー4）であろう。「Home」という名前がついているこのホールは左側がずっとOBゾーンになっており、またバリー・バーンがフェアウェイの右側から手前を流れ、1度左のOBゾーンに消えた後、グリーンの手前に再び姿を表し、選手にプレッシャーを与えている。近年のジ・オープンでは後述するように最終日の18番で想像もできないようなドラマが相次いでおこっている。

## カーヌスティの悲劇（ヴァン・デ・ヴェルデの悲劇）
1999年の大会で、2日目から首位に立っていたフランスのジャン・ヴァン・デ・ヴェルデは、最終日17番ホールを終わった時点で通算3オーバー、2位に3打差をつけて最終18番ホール（当時487ヤード、パー4）を迎えていた。誰もがヴァン・デ・ヴェルデの優勝を確信していたが、ティーショットで右に大きく飛び出し、隣の17番ホール（当時459ヤード、パー4）フェアウェイ右のファースト・カットへ。無理してグリーンを狙った2打目は観客席を直撃した後跳ね返り、さらにクリークの石垣に当たってフェアウェイ右サイドの深いラフの中に入ってしまう。そして3打目、ダフリ気味のボールは無情にもクリークの中へ。すっかり冷静さを失ったヴァン・デ・ヴェルデはクリークの中に入って水切りショットを試みようとするが、無謀なのは明らかで、結局1打罰を払い、5打目に賭けることとなった。その5打目でクリークをこえたものの、グリーン右のバンカーにつかまり、結局6オン1パットのトリプルボギーを叩いて通算6オーバーとなり、先にホールアウトしていたマンデー予選勝ち上がりの地元スコットランドのポール・ローリーと、2年前の覇者でアメリカのジャスティン・レナードとの3人のプレーオフになってしまった。結局プレーオフでも敗れ、まさかの大逆転負けを喫してしまった。
- 2007年大会でも、17番ホール終了時点で通算9アンダーの首位に立っていたアイルランドのパドレイグ・ハリントンが、最終ホールでクリークに2度捕まり[6]、ダブルボギーを叩いて首位から陥落、誰もが悲劇の再来かと思った。しかし、最終組で1打差の8アンダーで首位に立っていたスペインのセルヒオ・ガルシアが、入れば優勝というパーパットを外し、ハリントンと共に通算7アンダーでプレーオフに突入。命拾いしたハリントンはガルシアをプレーオフで振り切り[7]、死闘に決着をつけた。

## 登場作品
- タイガーウッズPGA TOUR 09

ゴルフゲーム。